# Sufrażyzm

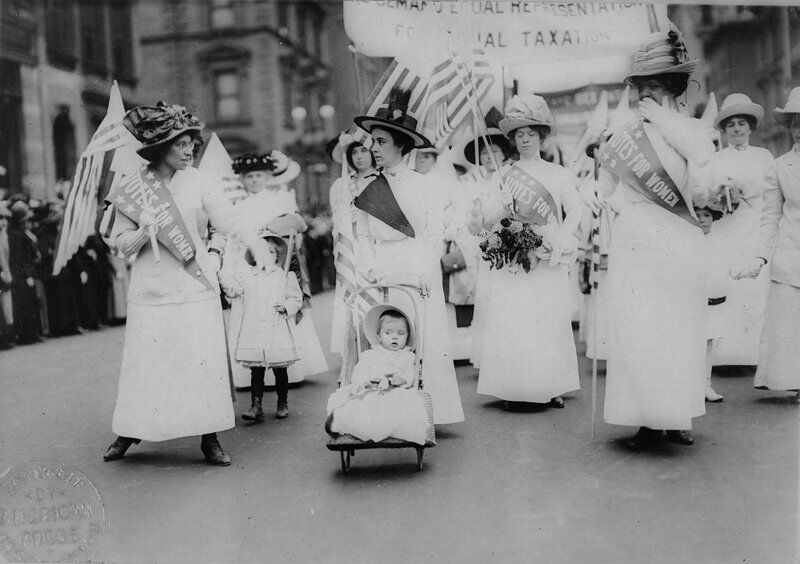
Parada sufrażystek w Nowym Jorku w roku 1912

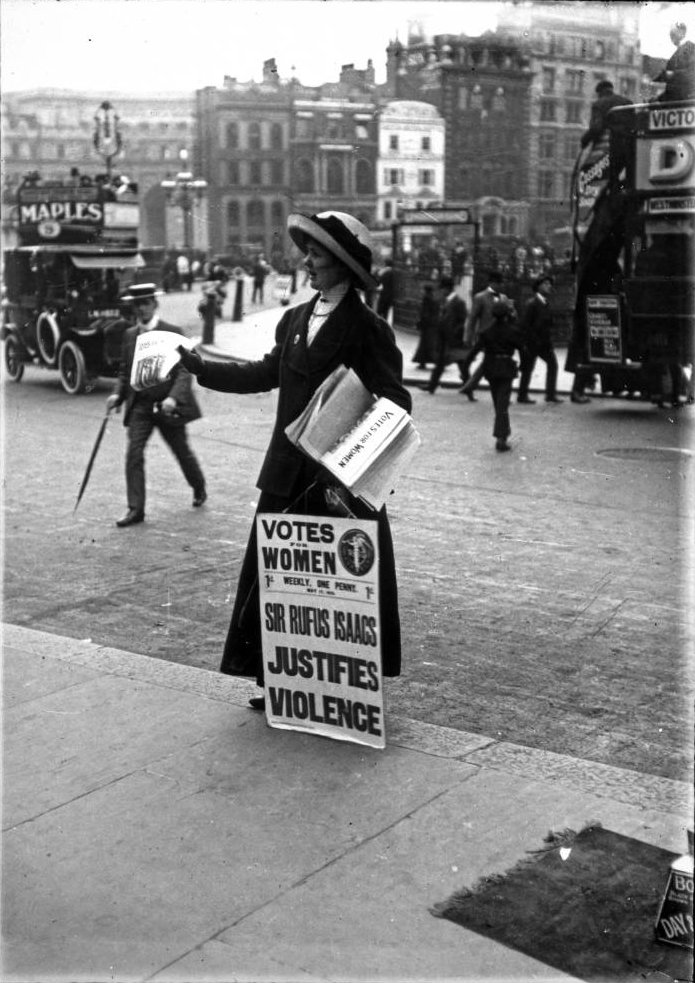
Brytyjska sufrażystka pikietująca na ulicy, prawdopodobnie rok 1910

Sufrażyzm (łac. suffragium – głos wyborczy) – ruch aktywistyczny działający w Wielkiej Brytanii i Stanach Zjednoczonych walczący o prawa wyborcze dla kobiet w końcu XIX i na początku XX wieku, zwłaszcza przed rozpoczęciem I wojny światowej. Sufrażystkami nazywano w szczególności członkinie założonej w roku 1903 w Wielkiej Brytanii organizacji Women's Social and Political Union. Celem ruchu sufrażystek było przyznanie pełnych lub częściowych praw wyborczych kobietom. Ruch sufrażystek był częścią pierwszej fali feminizmu, która kończy się wraz z realizacją postulatów ruchu.
Większość sufrażystek stosowała metody nieposłuszeństwa obywatelskiego, protesty, petycje, dążyła do przemian świadomościowych. Wyodrębniło się również skrzydło radykalne, zwane sufrażetkami, stosujące ostre formy protestu i przemoc. Uciekały się one do takich działań jak przykuwanie się łańcuchami do ogrodzeń, przerywanie wystąpień przeciwników politycznych czy akty przemocy jak podpalenia skrzynek pocztowych, pustych budynków lub wybijanie szyb w oknach wystawowych. Ruch sufrażystowski miał także swoje intelektualne oblicze, dla którego w Anglii ważnym wsparciem był John Stuart Mill.
Jedną z bohaterek ruchu była Emily Davison, która zmarła w wyniku obrażeń głowy doznanych po wpadnięciu pod konia, należącego do króla Jerzego V, prowadzonego przez dżokeja Herberta Jonesa podczas gonitwy Derby w roku 1913. Po tym wydarzeniu wiele aktywistek ruchu zostało aresztowanych i następnie uwięzionych, a gdy w ramach protestu podjęły strajk głodowy, poddano je przymusowemu odżywianiu.
Wynikiem tej akcji było wprowadzenie w Wielkiej Brytanii prawa, które zezwalało na czasowe zwolnienie więźnia ze względu na stan zdrowia – policja mogła jednak w każdej chwili doprowadzić go do więzienia dla odbycia reszty wyroku, gdy tylko uznała, że stan zdrowia czasowo zwolnionego więźnia uległ poprawie. Było to tak zwane prawo „kotka i myszki” (Cat and Mouse Act), a jego celem było przeciwdziałanie akcjom strajków głodowych prowadzonych przez sufrażystki, co zdobywało im sympatię społeczną.

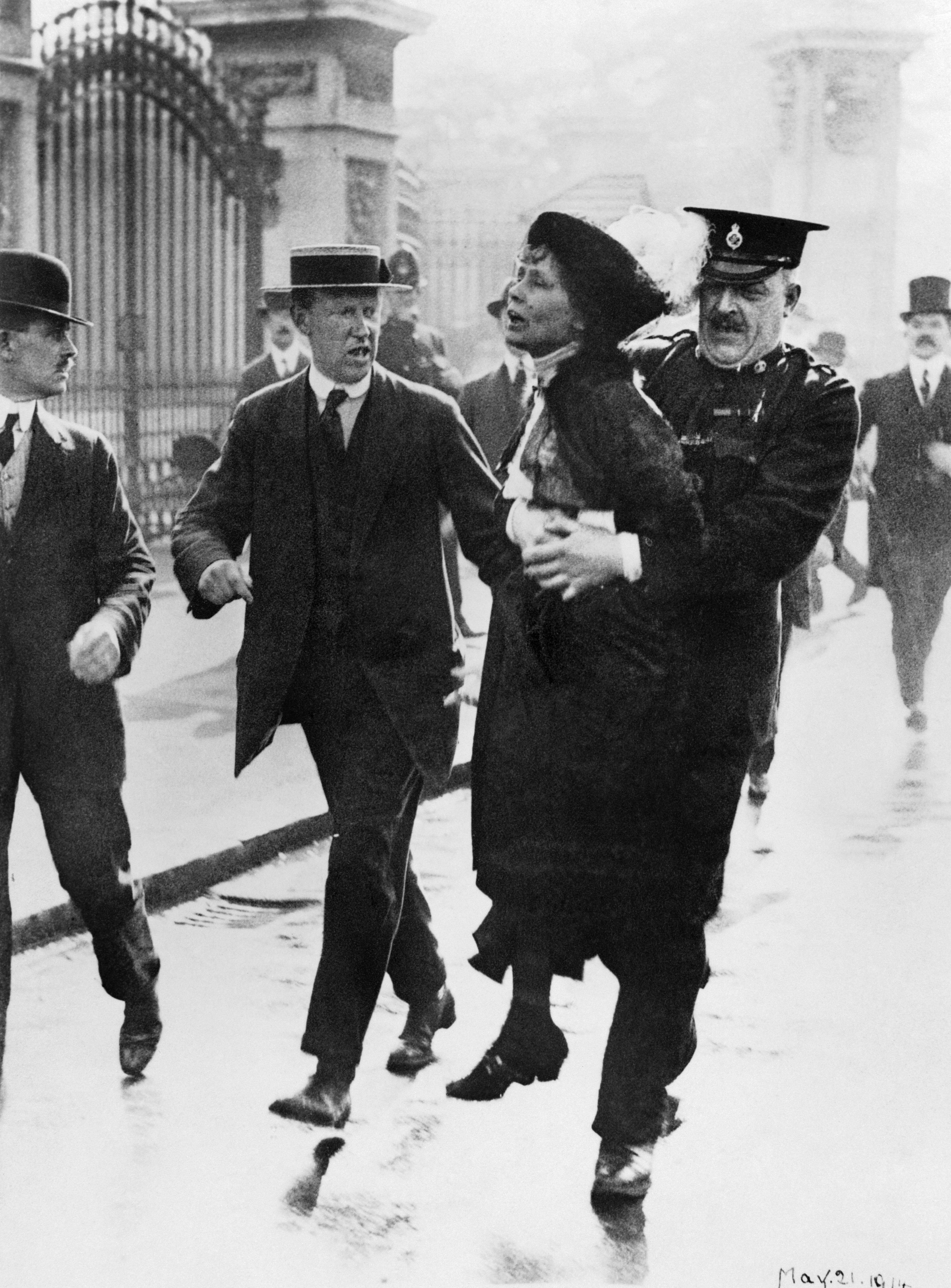
Aresztowanie brytyjskiej sufrażystki Emmeline Pankhurst podczas próby przekazania królowi Jerzemu V petycji. (Buckingham Palace w Londynie, 1914)

Mimo represji walka sufrażystek o prawa kobiet trwała nadal po obu stronach Atlantyku. Tuż po I wojnie światowej kobiety amerykańskie pod kierunkiem Alice Paul i Lucy Burns przeprowadziły szereg protestów przeciw administracji prezydenta Wilsona, porównując swoje położenie do ciężkiego losu obywateli pokonanych Niemiec.
Brak rąk do pracy w fabrykach, jaki wystąpił podczas I wojny światowej, doprowadził do tego, że zamiast mężczyzn przy maszynach musiały stanąć kobiety. Zmieniło to społeczny punkt widzenia na możliwości kobiet. W Wielkiej Brytanii ruch na rzecz przyznania kobietom prawa do głosowania przybierał stopniowo na sile w ciągu całej wojny i w roku 1918 brytyjski parlament przyznał prawo głosu kobietom w wieku od 30 lat, które prowadziły gospodarstwo domowe; żonom mężczyzn, którzy prowadzili gospodarstwo; właścicielkom dóbr, które przynosiły roczny dochód w wysokości co najmniej 5 funtów; absolwentkom brytyjskich wyższych uczelni. W Stanach Zjednoczonych prawo głosu zagwarantowała kobietom 19 poprawka do Konstytucji wprowadzona w roku 1920. W Wielkiej Brytanii prawa kobiet do głosu zostały zrównane z prawami mężczyzn w roku 1928.
Należy przy tym pamiętać, że status polityczny kobiet w Wielkiej Brytanii już przed 1918 rokiem stopniowo się podnosił. W latach 70. i 80. XIX wieku zostały dopuszczone do studiów na głównych uniwersytetach w kraju. W tym samym czasie zagwarantowano im również prawo do gospodarowania własnymi zarobkami po zawarciu małżeństwa i do posiadania konta bankowego.

## Antysufrażyzm
Ruch sufrażystek spotkał się z krytyką i sprzeciwem ze strony różnych środowisk (także kobiecych). Jego przeciwnicy w Stanach Zjednoczonych i Wielkiej Brytanii skupili się w ruchu antysufrażystowskim. Największą brytyjską organizacją tego typu była Women’s National Anti-Suffrage League, wydawca pisma Anti-Suffrage Review i inicjator petycji do parlamentu z 1907 roku, którą podpisało 87 tysięcy osób. W Stanach Zjednoczonych działała m.in. New York State Association Opposed to Woman Suffrage, które w 1908 roku miało ponad 90 członków. Organizacja była aktywna głównie na polu tworzenia pamfletów i publikacji przybliżających stanowisko organizacji. Po realizacji celów sufrażystek, ruch przekształcił się w ruch antyfeministyczny.